# 東突厥
東突厥汗國（583年－630年）是突厥汗國于583年正式分裂後的東部汗國。

## 歷史
突厥大可汗沙缽略在位時期，實際上有數位可汗並立，已然分裂。583年沙缽略出兵攻擊另一可汗阿波，阿波逃到西部的達頭可汗那裡，達頭派遣阿波帶兵東征，與沙缽略相攻，突厥正式分裂成東、西突厥。东突厥保有原突厥汗国东部地区，即大漠南北地区。因其牙帐仍旧设于北方的都斤山，故又史称北突厥。
唐朝于629年出兵攻擊東突厥，次年在薛延陀的帮助下俘虜了頡利可汗，東突厥亡，漠南、漠北分为唐朝、薛延陀所占。参见唐滅東突厥之戰。
至682年，东突厥复国，史称后突厥汗国，745年，后突厥亡于回纥。

## 延伸閱讀
- 護雅夫：〈遊牧國家的「文明化」——突厥遊牧國家 （页面存档备份，存于）〉。

1. ↑  Lirong MA: Sino-Turkish Cultural Ties under the Framework of Silk Road Strategy. In: Journal of Middle Eastern and Islamic Studies (in Asia). Band 8, Nr. 2, Juni 2014
2. ↑  Гумилёв Л. Н. Древние тюрки. — СПб.: СЗКЭО, Издательский Дом «Кристалл», 2002. — С. 576. — ISBN 5-9503-0031-9.